# Георг Грецький і Данський
Георг Грецький і Данський (грец. Γεώργιος της Ελλάδας; 24 червня 1869, Корфу, Греція — 25 листопада 1957, Сен-Клу
, Париж) — член грецької королівської сім'ї, який стояв на чолі автономного Криту (1897). Принц Candia (Принц Острова Крит).
Другий син короля Греції Георга I. У молодості грав досить важливу політичну і соціальну роль у Греції. Георг пройшов курс навчання у флоті Данії та Росії, активно брав участь в організації Олімпійських ігор в Афінах у 1896 році. У 1898—1906 роках принц був правителем Критської держави.
Він виступав проти грецького політика Елефтеріоса Венізелоса і його ідеї Енозіса (приєднання Криту до Греції); зазнавши невдачі, принц був змушений залишити свій пост, що розцінював як особистий провал. Залишивши політику, Георг поїхав у Францію, де одружився з Марією Бонапарт. Проживаючи в Парижі, Георг став виконувати обов'язки посла Греції.
Під час Першої світової війни він використовував свою посаду, щоб отримати територіальні компенсації для своєї країни в обмін на участь Греції у війні на стороні союзників. Проте його зусилля були марними, бо король Георг волів зберігати нейтралітет. У 1917 році знайомство принца і його дружини з Арістідом Бріаном зробило Георга кандидатом на грецький трон. Сам принц не особливо прагнув стати королем, у результаті престол зайняв один з його племінників. Зустріч дружини принца Марії із Зигмундом Фрейдом у 1925 році помітно змінила їх життя. До самої смерті Георг був офіційним представником Греції у Франції.

## Родина

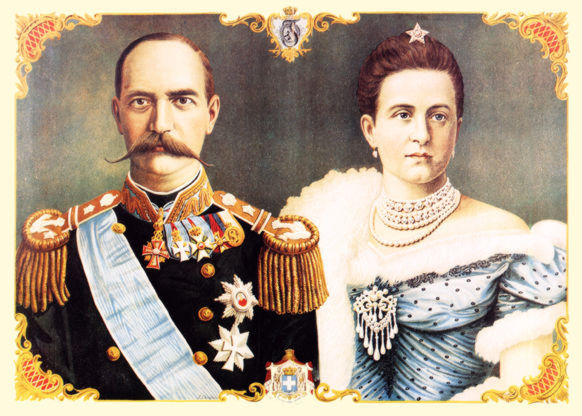
Батьки Георга

Принц Георг був другим сином короля Греції Георга I і його дружини великої княжни Ольги Костянтинівни. По батькові він був онуком короля Данії Крістіана IX, а з боку матері — правнуком цареві Миколі І.
У 1888 році, коли влаштовувалося весілля його старшого брата Костянтина з прусською принцесою Софією, велися переговори і про шлюб Георга з Маргаритою Орлеанською, дочкою Роберта, герцога Шартрського. Їх союз міг би зробити його родичем Вальдемара Данського, його дядьки й коханця. Втім, договір був розірваний, і Георг залишався холостяком протягом багатьох років:260.
21 листопада та 12 грудня 1907 року принц Георг уклав у Парижі цивільний шлюб, а потім вже за релігійним обрядом в Афінах. Його дружиною стала принцеса Марі Бонапарт (1882—1962), донька Ролана Бонапарта та правнучка Люсьєна Бонапарта. У шлюбі народилися двоє дітей:
- П'єр (1908—1980), принц Грецький і Данський; був одружений з Іриною Олександрівною Овчинніковою (1900—1990), дітей не було; цей шлюб був нерівним, і принц втратив свої династичні права.
- Євгенія (1910—1988), принцеса Грецька і Данська; у першому шлюбі одружена з князем Домініком Радзивілом (1911—1976), розлучилися в 1948; другий чоловік Реймонд фон Турн-і-Таксис (1907—1986), розлучилися в 1965. Вона мала двох дітей від першого шлюбу і одного від другого.

## Біографія

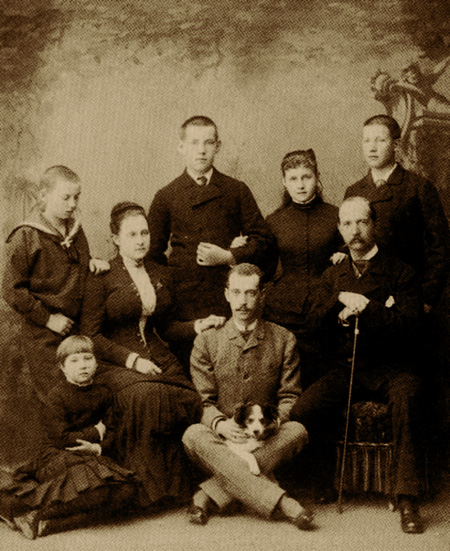
Грецька королівська сім'я наприкінці 1880-х років, зліва на право: Андрій, Марія,
королева Ольга, Георг,
кронпринц Костянтин, Олександра, король Георг I і Микола

### Молоді роки
Дитинство принца пройшло в Греції, поруч з батьками і шістьма братами і сестрами, між двома палацами: Синтгамським і Татої. Також, як і було зумовлено в конституції, діти виховувалися в грецькій православній традиції, на відміну від рідної релігії їхнього батька.
День молодого Георга, його братів і сестер починався о шостій годині холодними ваннами. Після першого сніданку вони брали уроки з семи до дев'яти, потім снідали з батьками та іншими членами сім'ї. Уроки тривали з десяти до полудня, після чого діти займалися фізкультурою й гімнастикою в саду палацу. Обід і знову уроки з чотирьох до шести вечора. В половині восьмого королівські нащадки вкладалися спати. Георг дотримувався такого розкладу до чотирнадцяти років, коли він почав залишатися на вечерю зі старшими.
Навчанням Георга і його братів займалися троє іноземних вчителів: прусський, англійський і французький. Першою мовою, яку вивчали діти, була англійська, на ньому вони розмовляли між собою і з батьками, але їх батько наполягав на використанні грецької під час уроків. Втім, принци продовжували говорити на ньому все життя. Вони вивчали також французьку, німецьку та данську. Георг не блищав на уроках, його наставники знаходили молодого принца повільним і дурним і не приховували свого невдоволення відсутністю у хлопчика старання.
У 1883 році батько відправив Георга в Данію, щоб той пройшов підготовку в королівському морському флоті. Георг, бувши чотирнадцятилітнім парубком, був дуже радий такому рішенню, вбачаючи в ньому спосіб позбутися суворої дисципліни двору. У Данії він показав себе як один із найкращих учнів.

### Морська служба
У Копенгагені принц був прийнятий молодшим із своїх дядьків по батьківській лінії, принцом Вальдемаром Датським, адміралом флоту. Для молодого Георга ця зустріч стала справжнім одкровенням: він закохався в двадцятип'ятирічного Вальдемара і після завжди відчував необхідність бути з ним поруч.
Незабаром після перебування в Данії він поїхав продовжувати своє навчання в Росії, де отримав чин лейтенанта. У 1891 році його троюрідний брат цесаревич Микола вирушив у навколосвітню подорож на крейсері «Азов» з метою відвідати Австрію, Трієст, Грецію, Єгипет, Індію, Китай і Японію. Цар Олександр III попросив свого племінника Георга супроводжувати сина. На початку експедиція йшла бездоганно: офіційні прийоми, полювання на тигрів або крокодилів, купівля сувенірів. Однак під час візиту в Японію в житті Георга відбувся дуже важливий випадок, який увійшов в історію як «Інцидент в Оцу». 11 травня 1891 року японський городовий Цуда Сандзо спробував вбити спадкоємця російського престолу ударом шаблі по голові. Георг і двоє рикш збили з ніг нападника і таким чином врятували життя майбутнього царя Миколи II.
Відразу після інциденту Георг отримав особисту подяку імператора Мейдзі, який бажав зберегти гарні відносини між Японією та Росією. Однак інформація про подію, яка просочилася в Європу, представляла Георга далеко не в найкращому світлі. Фактично в Петербурзі принца вважали відповідальним за замах. Говорили, що саме він взяв з собою цесаревича в таке небезпечне місце і взагалі погано впливав на нього. Таким чином Георг впав у немилість і був змушений завершити подорож. З Йокогами він відплив до Америки, потім в Англію. Попри громадську думку, після повернення в Європу Микола подякував кузенові й став на його бік.

## На чолі Криту

### Загальна ситуація
На початку XIX століття Крит перебував під владою Османської імперії. Населення острова становили здебільшого греки, які з часів грецької війни за незалежність прагнули возз'єднатися з Батьківщиною. Протягом століття на Криті мали місце численні повстання (1841, 1858, 1866—1869, 1877—1878, 1888—1889 і 1896—1897 роках), підтримувані Грецією. Кілька разів в хід протистояння втручалися європейські держави (Німеччина, Англія, Франція, Росія, Італія), стурбовані збереженням цілісності Османської імперії.
У 1896 році на острові спалахнув черговий заколот. Пам'ятаючи про різанину вірмен, влаштовану турками роком раніше, Захід вирішив запобігти повторення такої ситуації на Криті. Уряд Греції побачив у цьому реальний шанс отримати острів. У лютому 1897 року прем'єр-міністр Теодор Деліаніс відправив грецький флот у затоку Суду. У відповідь європейські держави оголосили про морську блокаду країни.
Тим часом на Криті висадилися дві тисячі грецьких добровольців. Принц Георг командував флотилією з шести міноносців, які захищали північні води Криту від вторгнення османського флоту. У квітні Греція, яка бажала анексувати грецькі провінції, що знаходяться під турецьким пануванням, оголосила Османської імперії війну. Однак Греція поступалася силам супротивника і зрештою їй довелося скласти зброю. Європа була спочатку налаштована проти Греції, проте завадила туркам встановити занадто тяжкі умови капітуляції. В Європі вирішили особливо підтримати ідею автономії Криту, залишивши його, тим не менш, під сюзеренітетом Османської імперії. Для цього рада міністрів потребувала такого керівника, який би дбав про населення острова.

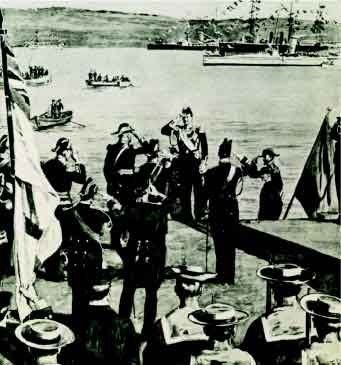
Прибуття принца Георга до Суду, 21 грудня 1898

### Призначення
У листопаді 1897 року держави попросили Георга зайняти посаду верховного комісара острова. Його кандидатура була запропонована після відмови Чорногорського принца. Переговори і підписання необхідних угод тривали до 8 грудня 1898 року. Щоб дозволити Георгу бути разом з чотирма адміралами (британським, французьким, російським та італійським), що повинні були спостерігати за політичною ситуацією на острові король Георг I подарував синові звання адмірала. Перш ніж вирушити на Крит, майбутній комісар зажадав, щоб на новому критському прапорі поруч з турецькою зіркою фігурував грецький хрест. 20 грудня на острові Мілос Георг пересів з королівської яхти «Амфитрити IV» на французький крейсер «Бюжо» і в супроводі суден західних держав був доставлений в порт Суду:466. 21 грудня принц висадився на острові, що був довірений йому на три роки.

## Особисте життя
Георг був гомосексуалом. Мав тривалі стосунки зі своїм дядьком, принцом Вальдемаром Данським.